# Scaeosopha
Scaeosopha is een geslacht van vlinders uit de familie prachtmotten (Cosmopterigidae).

## Soorten
- S. albicellata Meyrick, 1931
- S. atrinervis Meyrick, 1930
- S. betrokensis Sinev & Li, 2012
- S. citrocarpa Meyrick, 1931
- S. chionoscia Meyrick, 1933
- S. epileuca (Lower, 1901)
- S. incantata Meyrick, 1928
- S. percnaula Meyrick, 1914
- S. stagnigera Meyrick, 1932
- S. victoriensis Sinev & Li, 2012